# 蜂谷あす美
蜂谷 あす美（はちや あすみ、1988年 - ） は、日本の旅行作家、エッセイスト。

## 来歴
福井県福井市出身。慶應義塾大学を卒業後、出版社勤務を経て、旅の文筆家として活動する。2015年1月には、JR全線完乗を達成した。

## 著書
- 『もっとお得にきっぷを買うアドバイス50』（2020年、天夢人）
- 『365日 日本一周 鉄道の旅』（2021年、いろは出版）
- 『女性のための安心鉄道旅行術』（2024年、イカロス出版）
- 『女性のための鉄道旅行入門』（2025年、天夢人）

ほか

## その他の執筆活動
- 「鉄道ジャーナル」への連載

ほか